# Romulea flava
Romulea flava är en irisväxtart som först beskrevs av Jean-Baptiste de Lamarck, och fick sitt nu gällande namn av M.P.de Vos. Romulea flava ingår i släktet Romulea och familjen irisväxter.

## Underarter
Arten delas in i följande underarter:
- R. f. flava
- R. f. hirsuta
- R. f. minor
- R. f. viridiflora

## Bildgalleri

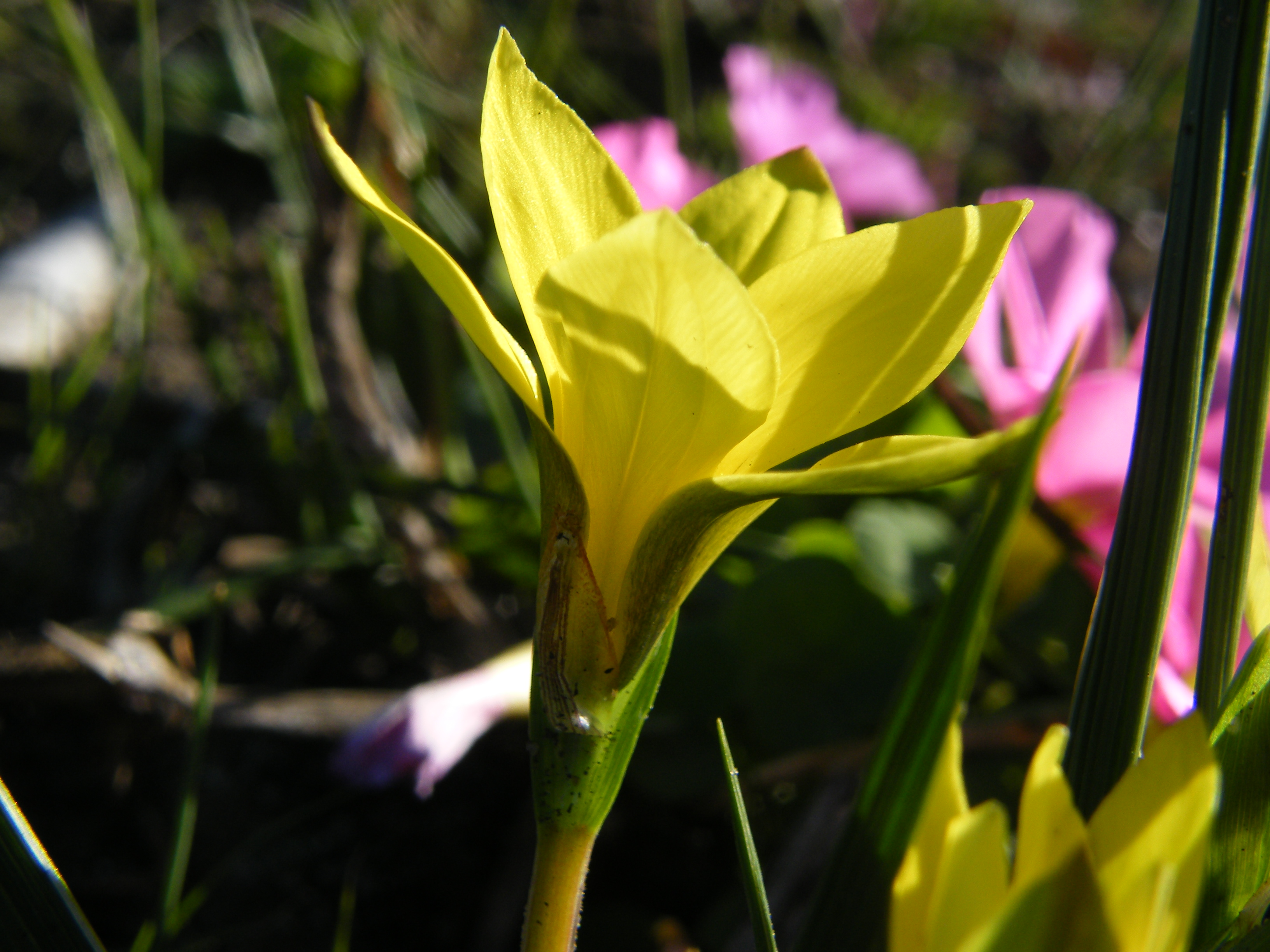
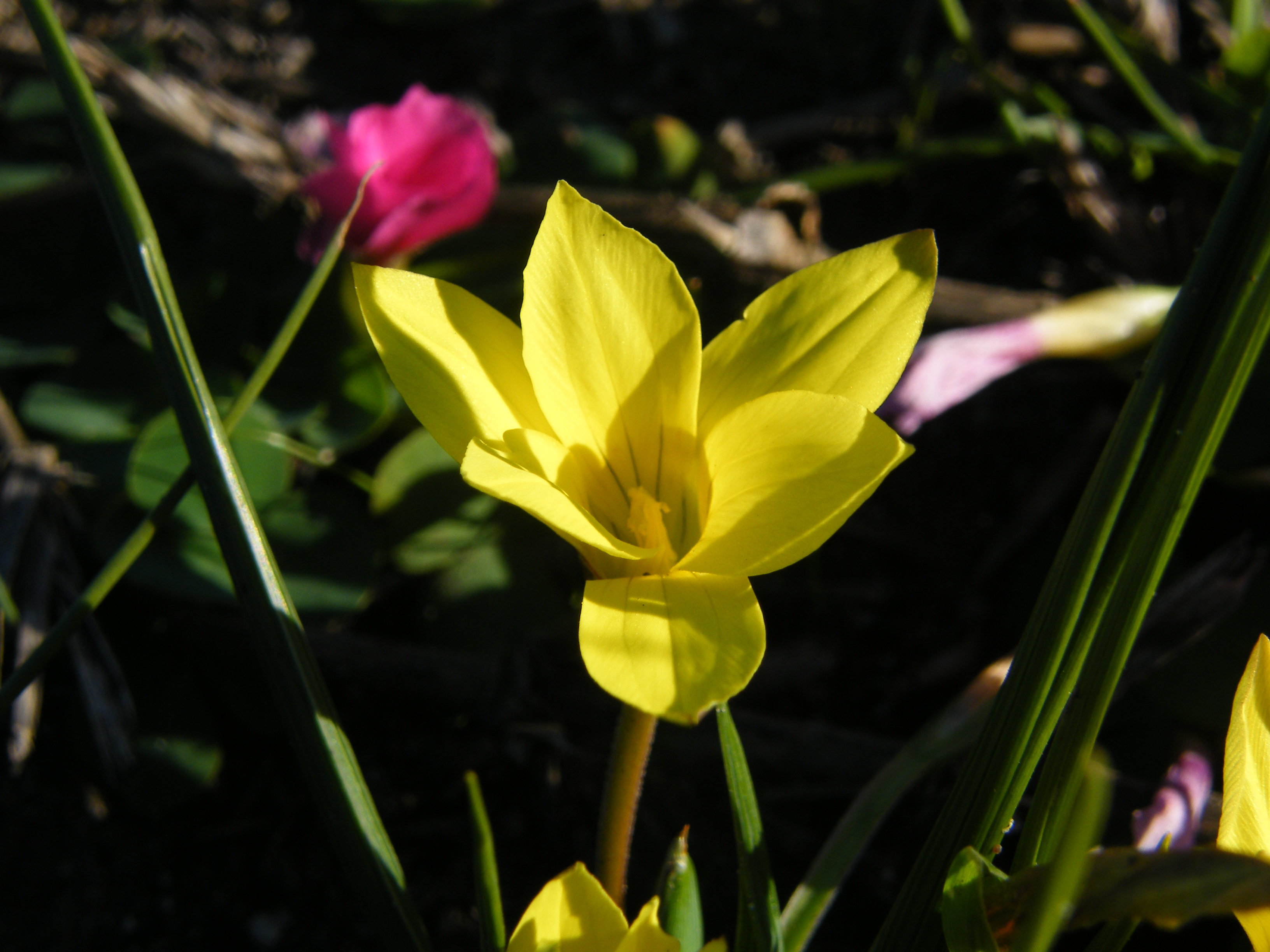
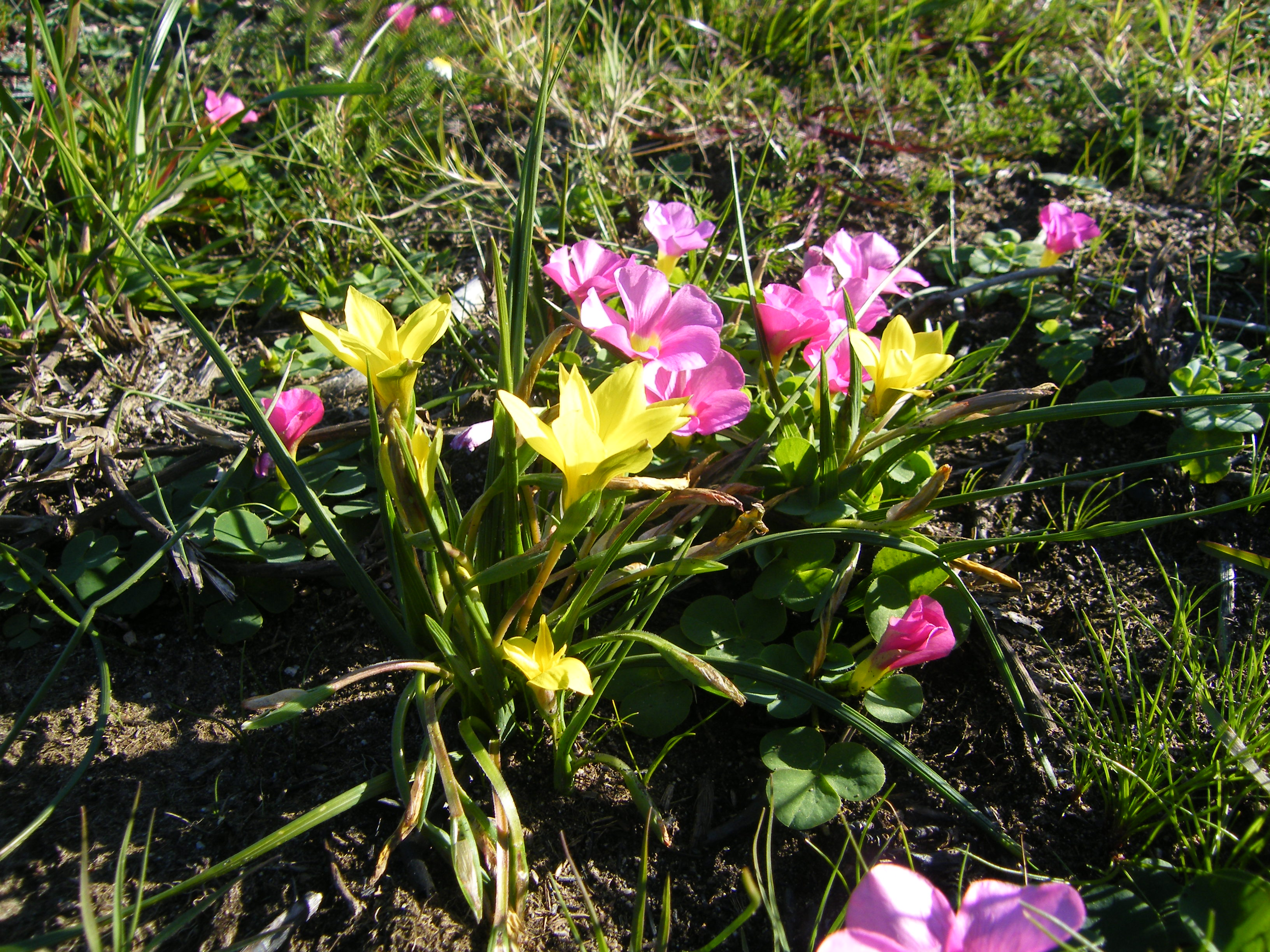
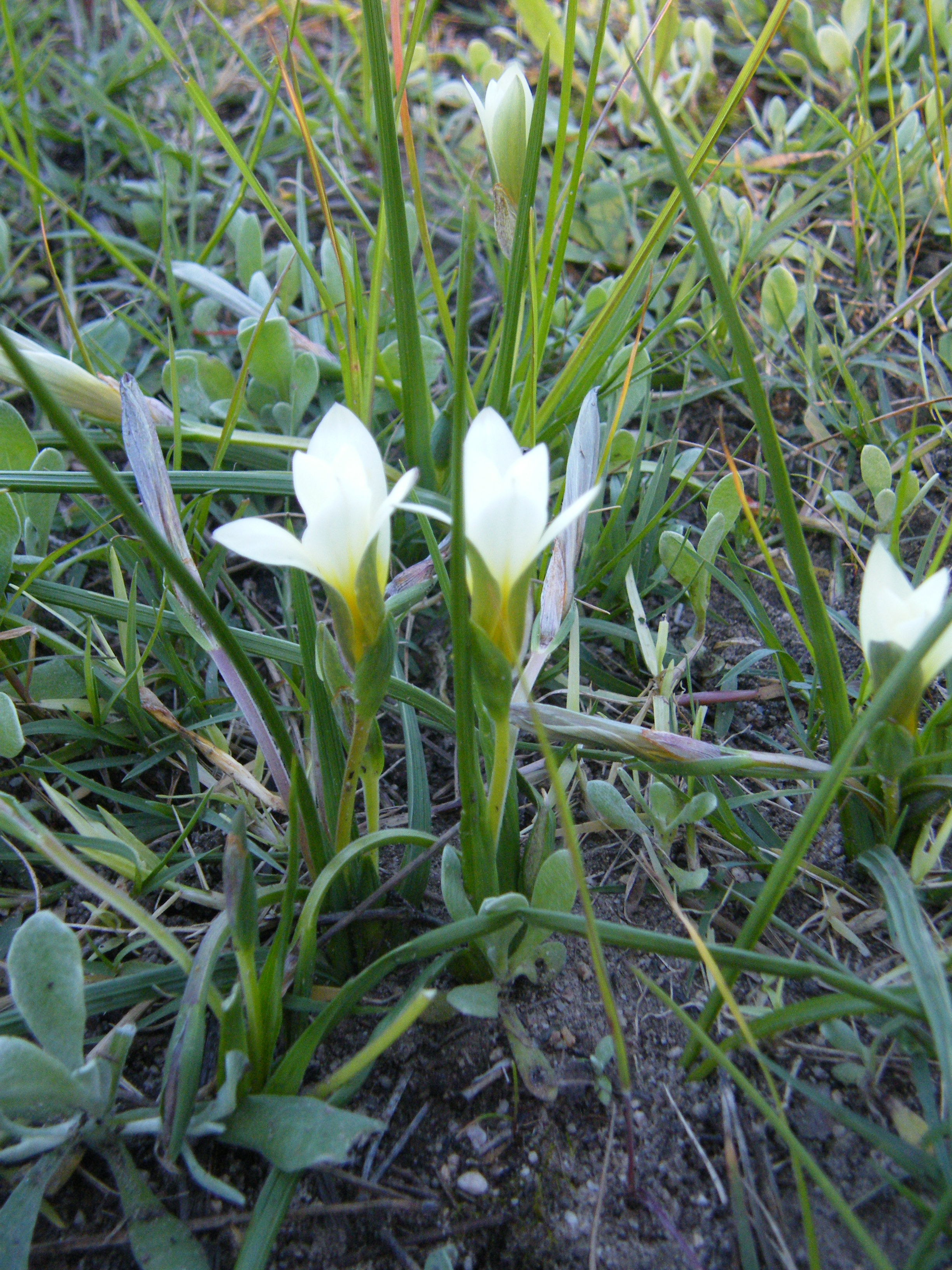
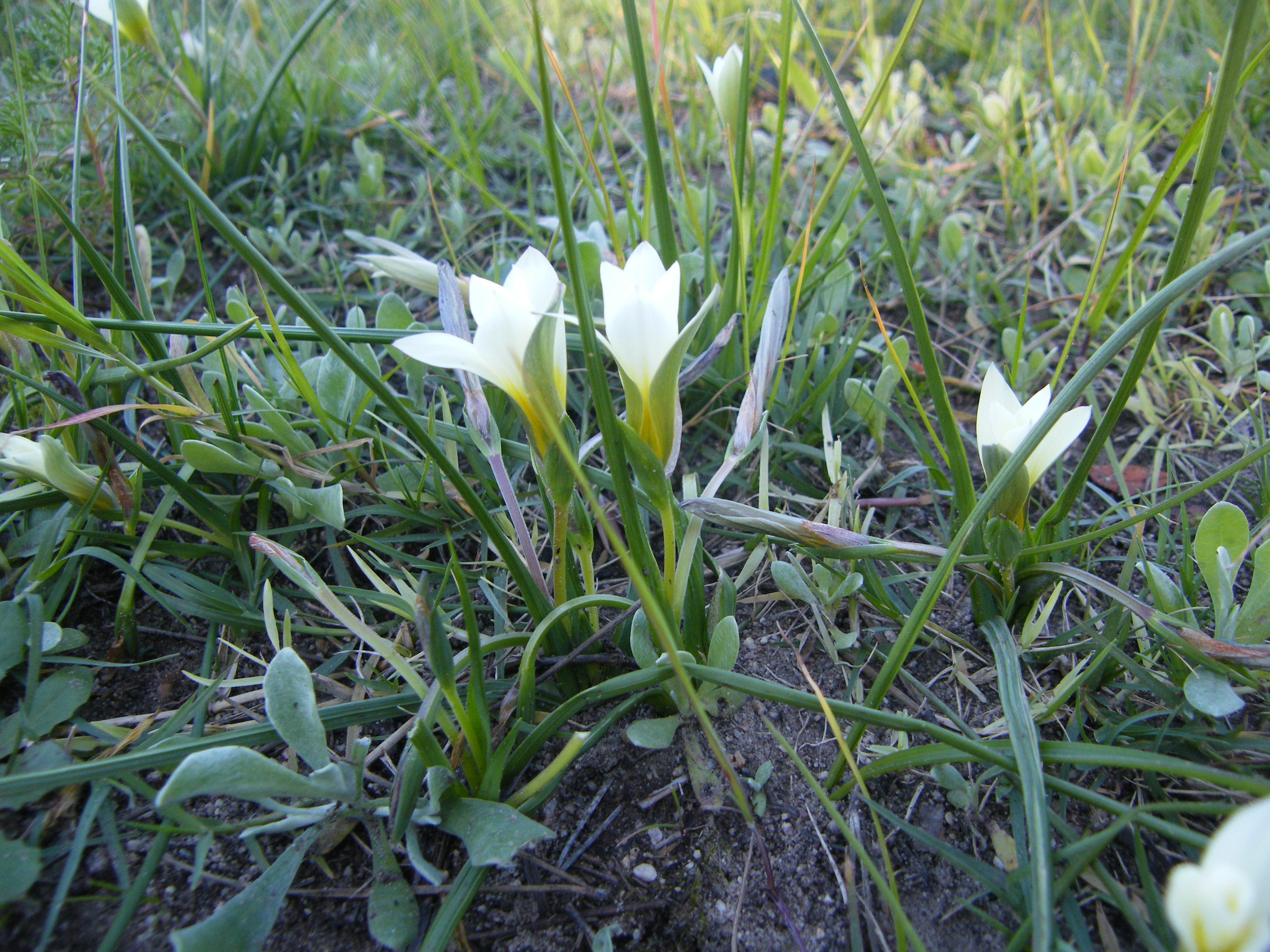